# بیدک (بشرویه)
بیدک یک منطقهٔ مسکونی در ایران است که در دهستان رقه واقع شده‌است. براساس سرشماری مرکز آمار ایران در سال ۱۳۹۵، این روستا کمتر از سه خانوار جمعیت داشته‌است.